# Caroline Brunet
Caroline Brunet (n. 20 martie 1969, Québec, provincia Québec, Canada) este o caiacistă ce a reprezentat Canada, medaliată olimpică. A participat la 5 ediții ale Jocurilor Olimpice (1988, 1992, 1996, 2000, 2004) în care a câștigat două medalii de argint și o medalie de bronz.